# Aleksandr Koljabin
Aleksandr Sergeevič Koljabin (in russo: Александр Сергеевич Колябин; Protvino, 12 gennaio 1987) è un cosmonauta russo.
Nel 2021 è stato selezionato come cosmonauta del Gruppo 18 di Roscosmos.